# Segeberger Feder
Die Segeberger Feder ist ein Literaturpreis, der von Kindern und Jugendlichen der Stadt Bad Segeberg verliehen wird. Aus einer von der Stadtbücherei Bad Segeberg erstellten Auswahlliste von zwölf Titeln deutschsprachiger Autoren für 13- bis 18-Jährige wählen die Kinder ihr „Buch des Jahres“. Die Auszeichnung ist mit 1.000 Euro dotiert. Die Segeberger Feder ist der einzige Jugendliteraturpreis aus Schleswig-Holstein.
Start des alljährlichen „Feder-Lesens“ ist der 23. April, der Welttag des Buches. Der Preis wird jeweils am 1. Samstag im November im Rahmen einer Lesung zusammen mit einer Feder-Skulptur an den gewählten Autor übergeben.

## Preisträger
- 2002 Carmen Blazejewski für Störtebekers Tochter
- 2003 Dietlof Reiche für Das Geisterschiff
- 2004 Peter Schwindt für Justin Time
- 2005 Andreas Schlüter für Gesucht
- 2006 Isabel Abedi für Whisper
- 2007 Thomas Finn für Das unendliche Licht
- 2008 Thomas Brinx und Anja Kömmerling für Neumond
- 2009 Kathrin Lange für Das Geheimnis des Astronomen
- 2011 Antonia Michaelis für Der Märchenerzähler
- 2012 Antje Babendererde für Julischatten
- 2013 Rainer Wekwerth für Das Labyrinth erwacht
- 2014 Lukas Erler für Brennendes Wasser